# Stabor
Staborul este o instanță neoficială organizată de comunitățile de romi de pe teritoriul României. Staborul este o justiție paralelă (numită de unii și subterană), care funcționează in paralel cu cea oficială: judecata țigănească sau codul romani. Deciziile sunt luate de judecătorii de stabor, numiți și krisinitori. Staborul este o instituție cu caracter închis, cu legi foarte clare, doar pentru țigani.
Conform opiniei unora, cutuma (tradiția) reprezintă izvor de drept, iar legea țigănească nu încalcă în nici un fel legile Statului Român, ci este un soi de cale mai rapidă de a rezolva conflictele, asemănător medierii din alte țări ale Uniunii Europene.
La baza oricărei comunități tradiționale de rromi stă judecata țigănească. Dreptatea împărțită de judecătorii clanurilor este singurul lucru care îi ține uniți. Tradiția țigănească afirmă că fiecare comunitate țigănească trebuie sa aibă cel puțin un bătrân judecător de care să asculte cu sfințenie toată lumea.
Staborul are rol de decizie în cazuri civile dar și penale.
În funcție de gravitatea cazului, trebuie să participe între unul și trei judecători de stabor. În cazuri mai speciale, cel care se consideră nedreptățit poate face „recurs” la o altă instanță țigănească. Dacă și acea instanță dă aceeași sentință, părțile în conflict trebuie să respecte decizia. Altfel, riscă excluderea din comunitate. În cazul în care judecătorii au greșit, ei decad din statutul pe care îl au în comunitate.
Cuvântul „stabor” a fost inventat în perioada ceaușistă. Cuvântul „stabor” este folosit și pentru a numi judecătorii de stabor, numiți și „Kris” și „Krisinitori”.
În anul 2007, judecătorii de stabor au înființat Liga Krisinitorilor „Romanipen”. În ianuarie 2008, a fost înființat Comitetul European al Romilor Krisinitori, un fel de instanță superioară a staboarelor. În România există în total aproximativ 500 de krisnuitori.